# Museo diocesano del Montefeltro
Il Museo diocesano del Montefeltro "A. Bergamaschi" di Pennabilli, paese in provincia di Rimini, situato nel Palazzo Bocchi presso il Santuario della Madonna delle Grazie, fu costituito nel 1962 da monsignor Antonio Bergamaschi, vescovo di San Marino-Montefeltro (1949 - 1966), per conservare le opere d'arte e la suppellettile liturgica proveniente dalle chiese del territorio diocesano.
Dopo alcuni anni di chiusura, per accurati e radicali lavori di restauro della sede e riallestimento dell'esposizione, per volere di monsignor Luigi Negri, il Museo è stato riaperto al pubblico l'8 luglio 2010.

## Opere
L'itinerario museale si sviluppa in quindici sale, disposte su tre livelli, dove sono esposti dipinti, sculture, argenterie, maioliche, paramenti e arredi sacri. Di rilievo:
- le Nozze mistiche di santa Caterina d'Alessandria (XV secolo);
- una pisside (XVI secolo), in rame dorato, di bottega fiorentina;
- un tabernacolo (fine XVI secolo), in legno intagliato e dipinto, di bottega marchigiana;
- la veste della Madonna delle Grazie (XVII secolo), di seta ricamata;
- il rivestimento della Madonna delle Grazie (1734), in lamina d'argento sbalzato e dorato, di bottega romana, utilizzato per proteggere l'affresco con la Madonna delle Grazie (XV secolo);
- la statua reliquiario di San Leo, opera di un anonimo scultore pennese.

Inoltre, sono conservate opere di grandi artisti come Benedetto Coda, Catarino di Marco da Venezia, Giovan Francesco da Rimini, Giovanni Francesco Guerrieri, Guido Cagnacci, Nicolò Berrettoni e Carlo Cignani.
Completa l'itinerario museale:
- una raccolta di reperti archeologici, provenienti dal territorio pennese.